# Lago Verde (comuna)
Lago Verde es una comuna cordillerana de la zona austral de Chile, ubicada en el extremo noreste de la Región de Aysén. Limita al norte con la comuna de Palena (Región de Los Lagos), al este con Argentina (Chubut), al sur con Coyhaique, y al oeste con Cisnes. Según el censo de 2017, tiene una población de 852 habitantes. Su capital es la localidad Lago Verde. Esta comuna es lugar de tradiciones gauchescas.
La comuna es esencialmente rural, en donde las principales actividades desarrolladas por la población se obtienen del sector agropecuario y forestal.

## Historia

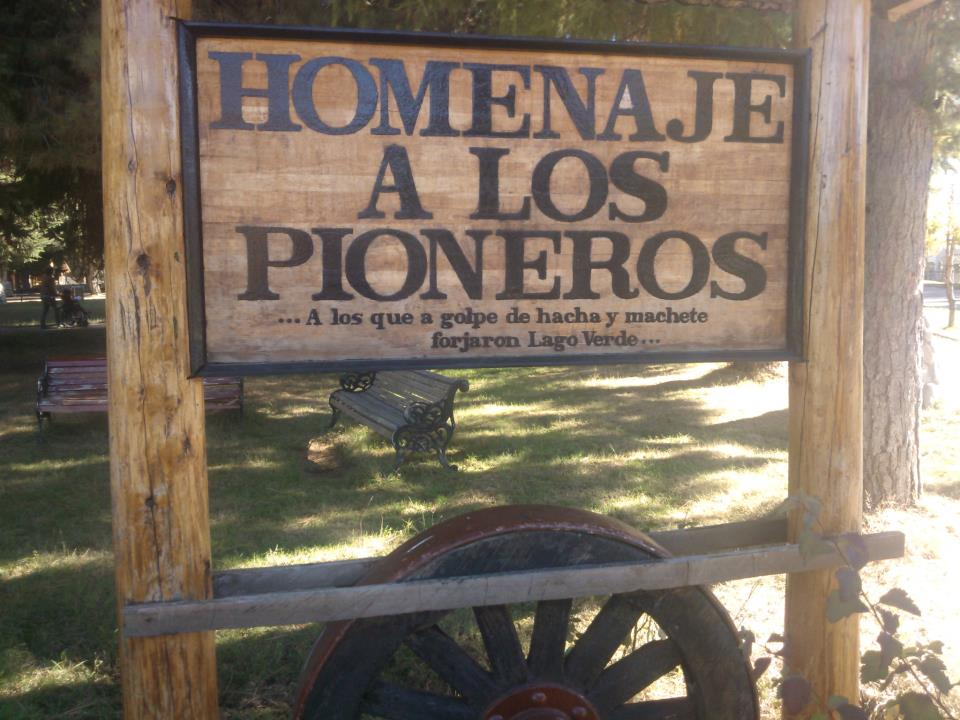
Homenaje a los pioneros en plaza de Lago Verde.

El principal grupo de indígenas nómades que habitó la pampa de la Patagonia, en especial las planicies esteparias, fueron los tehuelches (también llamados aonikenk), estos eran cazadores recolectores, y el alimento y vestimenta lo obtenían de la caza del guanaco, ñandú, puma, huemul, entre otros. 
En los alrededores de la comuna existen vestigios, encontrados hace pocos años atrás,[¿cuándo?] que indican la presencia de este grupo indígena. En especial en el sector Lago Verde y en los alrededores de Tapera.
La colonización de la comuna data de principios del siglo XX. El primer poblador que llega a esta comuna lo hace en 1914. Esforzadas familias chilenas, provenientes de la Patagonia argentina, decidieron venir a habitar estas desoladas tierras, produciéndose desde entonces una colonización espontánea tanto de chilenos como argentinos.[cita requerida]
En la zona de Alto Río Cisnes, durante 1920, se comienza a instalar la estancia llamada Sociedad Ganadera Cisnes. Al disponer de más de 100 000 ha se transforma en la tercera concesión más grande de la región de Aysén. Esta empresa ocupa casi por completo el sector de La Tapera.[cita requerida]
En 1950 arriba a la localidad de Lago Verde el joven ciudadano francés, Eduardo Simón, el que adquiere una gran cantidad de hectáreas, y funda la estancia Cacique Blanco, organiza un fundo modelo con excelente producción de ganadería ovina y bovina, dando trabajo a los pobladores de la localidad, entre ellos la familia Carrera, llegada el año 1948, quienes han dado forma a Lago Verde.[cita requerida]
Así, en 1936 se destinan los terrenos para la instalación del pueblo de Lago Verde. En 1966 se funda villa La Tapera. En 1979, el territorio —que hasta entonces integraba la comuna de Cisnes— se constituye como comuna de Lago Verde, con La Tapera como capital. En 1981 se instala la Municipalidad y en 1982 se funda Villa Amengual. En 1988 la capital se traslada a Lago Verde.
En 1992 se termina de construir el camino transversal N.º 1, el que comunica Lago Verde con la localidad de La Junta y con el resto de la región, a través de la Carretera Austral, produciendo un impacto significativo para el desarrollo de la comuna, lo cual se incrementa con la construcción del puente sobre el río Rosselot.

## Medio ambiente
La comuna se localiza en el extremo noreste de la Región de Aysén. Su paisaje está formado por bosques siempreverdes, estepa patagónica, glaciares y lagos. Se caracteriza por estar conformada por dos grandes cuencas, la del río Figueroa y la del río Cisnes, separadas entre sí por numerosos cordones montañosos, que generan dos sectores poblados aislados entre ellos, Lago Verde, y el sector de Villa Amengual-Villa La Tapera, que concentran cerca del 65 % de la población comunal. De estas localidades, Lago Verde y Villa La Tapera cumplen una función fundamental en la entrega de servicios a los asentamientos rurales.

### Geomorfología y componentes abióticos

Trazado simplificado de los ecosistemas y cuerpos de agua presentes en la comuna de Lago Verde.

La comuna de Lago Verde se encuentra emplazada en la unidad geomorfológica de Cordillera patagónica de fiordos y ríos de control tectónico; y presenta según la clasificación climática de Köppen clima de tundra (ET), clima mediterráneo de lluvia invernal (Csb), clima mediterráneo frío de lluvia invernal (Csc), clima templado lluvioso (Cfb) y clima templado lluvioso frío (Cfc). Esta además se halla entre las cuencas hidrográficas de Costeras e Islas entre el río Palena y río Aysén y río Palena y Costeras del límite de la décima región. Además, la comuna posee diversos cuerpos de agua, entre los que se destacan el lago Carlota, lago Sarta, lago Solís y lago Verde, laguna, laguna de la Loma Baja, laguna de las Torres, laguna Escondida, laguna La Garganta, laguna La Pera, laguna Las Quemas, laguna Magdalena, laguna Negra, laguna San Carlos, laguna Torcaza y laguna Valle Perdido; y río Azul, río Cáceres, río Cacique Blanco, río Carante o Grande, río Cisnes, río de las Torres, río de los Nevados, río El Diente o Valle Primero, río Figueroa, río Grande, río Loma Baja, río Magdalena, río Mallín Chileno, río Moro, río Neptuno, río Overo Negro, río Pedregoso, río Pico, río Quinto, río Rodríguez, río Torcaza, río Travieso, río Turbio y río Valle Segundo.

### Componentes bióticos
Dentro del territorio de la comuna se pueden hallar los siguientes ecosistemas:
- Bosque caducifolio templado andino donde predominan Nothofagus pumilio y Berberis ilicifolia (Preocupación menor)
- Bosque caducifolio templado andino donde predominan Nothofagus pumilio y Ribes cucullatum (Preocupación menor)
- Bosque siempreverde templado andino donde predominan Nothofagus betuloides y Chusquea macrostachya (Vulnerable)
- Estepa mediterránea-templada oriental donde predominan Festuca pallescens y Mulinum spinosum (Vulnerable)
- Herbazal templado andino donde predominan Nassauvia dentata y Senecio portalesianus (Preocupación menor)
- Matorral arborescente caducifolio mediterráneo-templado oriental donde predominan Nothofagus antarctica y Berberis microphylla (Preocupación menor)
- Matorral caducifolio templado andino donde predomina Nothofagus antarctica (Preocupación menor)
- Zonas geográficas hinóspitas sin vegetación (Sin información)

### Medidas de protección ambiental y conflictos socioambientales
Hasta 2022, la comuna de Lago Verde cuenta con las siguientes zonas que poseen algún nivel de protección ambiental:
- Parque Nacional Queulat (parque nacional)
- Reserva Forestal Lago Carlota (Reserva Forestal)[12]
- Reserva Forestal Lago Palena (Reserva Forestal)[13]
- Reserva Nacional Lago Las Torres (Reserva Nacional)

## Demografía
Según el censo de 2017, la comuna cuenta con 852 habitantes (494 hombres, 358 mujeres) y es 100 % rural.
El 69 % de la población se concentra en tres caseríos:
- Lago Verde: 274 hab.
- La Tapera: 194 hab.
- Villa Amengual: 121 hab.

## Administración

### Municipalidad
En las elecciones municipales chilenas del año 2021, para el periodo que se inició el 28 de junio de ese año y que termina el 6 de diciembre de 2024, fue reelecto como alcalde Nelson Opazo López, UDI, con un 45,51% de los votos.
Por su parte, el Concejo municipal de Lago Verde para el periodo 2021-2024 está compuesto por Héctor Enrique Godoy Pinilla (PPD), Raúl Rogelio Becerra Escobar (independiente), Celio Arnoldo Cadagán Pinilla (UDI), Carolina Soledad Loncochino Rosas (UDI), Pedro Flabio Reyes Vega (UDI) y Viviana Marisol Rivera Peralta (PR).

### Representación parlamentaria
Integra junto con las comunas de Aysén, Cisnes, Coyhaique, Guaitecas, Río Ibáñez , Chile Chico, O'Higgins, Cochrane, y Tortel el distrito electoral N.º 27 y pertenece a la 14.ª circunscripción senatorial (Aysén). Es representada en el Senado por David Sandoval (UDI) y Ximena Órdenes  (IND-PPD). A su vez, es representada en la Cámara de Diputados por Aracely Leuquén (RN), Miguel Ángel Calisto (DC) y René Alinco (IND-PPD).

## Economía

### Finanzas públicas
La comuna de Lago Verde tiene un presupuesto para el año 2021 de CL$ 2.180.108.300, el cual distribuye entre sus responsabilidades, entre las cuales se cuenta la educación y el mantenimiento y ejecución de las obras relativas al transporte local.

### Economía local
En 2018, la cantidad de empresas registradas en Lago Verde fue de 12. El Índice de Complejidad Económica (ECI) en el mismo año fue de -1,18, mientras que las actividades económicas con mayor índice de Ventaja Comparativa Revelada (RCA) fueron Municipalidades (362,95), Cría de Ganado para Producción de Carne o Ganado Reproductor (360,89) y Alquiler de Maquinaria y Equipo Agropecuario (8,53).

## Servicios públicos

### Salud
A diferencia de los municipios de otras regiones de Chile, la salud local se encuentra encomendada al Servicio de Salud Aysén.

## Medios de comunicación

### Radioemisoras
FM
- 104.5 MHz - Radio FM del Lago

### Televisión

#### TDT
- 13.1 - Canal 13 HD
- 13.2 - T13 En Vivo
- 13.31 - Canal 13 One Seg